# 高加裙魚
高加裙魚，為輻鰭魚綱脂鯉目脂鯉亞目脂鯉科的其中一個種，分布於南美洲哥倫比亞Cauca河流域，體長可達5公分，棲息在底中層水域，生活習性不明。